# Movimento de Integração e Orientação Social
O Movimento de Integração e Orientação Social, abreviadamente MEIOS, foi um importante programa de voluntariado social implementado pelo governo do estado do Rio Grande do Norte em fevereiro de 1979, durante o mandato do então governador Lavoisier Maia. O programa tinha como principal objetivo promover a integração social e oferecer orientações voltadas ao desenvolvimento de comunidades carentes por meio de ações de voluntariado e apoio a projetos sociais. Durante suas mais de três décadas de existência, o MEIOS desempenhou um papel significativo no fortalecimento das redes de apoio comunitário e na promoção da cidadania no estado.
Em 2011, o programa foi extinto durante o governo de Rosalba Ciarlini, marcando o fim de uma era de iniciativas sociais estaduais focadas na colaboração voluntária e no apoio comunitário.

## Histórico
O Movimento de Integração e Orientação Social foi criado com o objetivo de promover o desenvolvimento de atividades sociais comunitárias, focando principalmente na assistência a grupos sociais específicos, como mulheres e crianças. A iniciativa buscava fortalecer a coesão social e oferecer suporte em áreas que necessitavam de maior atenção e desenvolvimento.
Tradicionalmente, a presidência do MEIOS era ocupada pela primeira-dama do estado, reforçando a conexão entre as ações do governo e as necessidades da população. A primeira a presidir o programa foi Wilma Maia, esposa do então governador Lavoisier Maia, que desempenhou um papel fundamental na estruturação e direcionamento das atividades do movimento. A vice-presidência era ocupada pela segunda-dama, a esposa do vice-governador, consolidando o envolvimento das principais figuras femininas do governo nas ações sociais voltadas para o bem-estar da comunidade.

## Presidentes

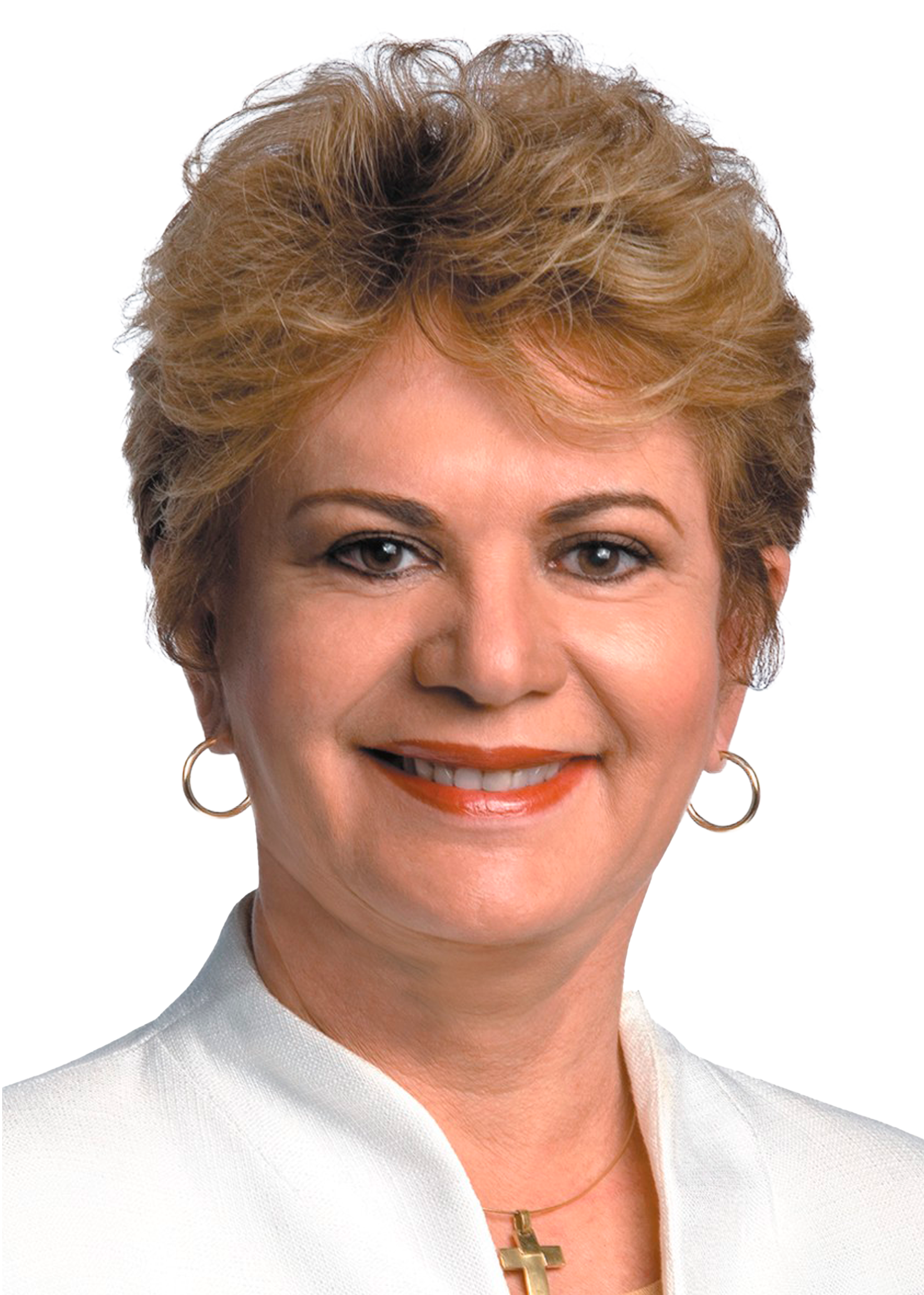
Wilma de Faria foi a criadora e primeira presidente do MEIOS.

Abaixo, estão relacionadas as primeiras-damas do Rio Grande do Norte ou representantes que foram presidentes do MEIOS:
| Nº | Fotografia | Presidente         | Início do mandato     | Fim do mandato        | Governador(a)         | Notas e Referências         |
| -- | ---------- | ------------------ | --------------------- | --------------------- | --------------------- | --------------------------- |
| 1  |            | Wilma Maia         | 15 de março de 1979   | 15 de março de 1983   | Lavoisier Maia        | [ 10 ] [ 11 ] [ 12 ] [ 13 ] |
| 2  |            | Anita Catalão Maia | 17 de março de 1983   | 15 de maio de 1986    | José Agripino Maia    | [ 14 ]                      |
| 3  |            | Alda Pereira       | 15 de maio de 1986    | 15 de março de 1987   | Radir Pereira         | [ 15 ] [ 16 ] [ 17 ]        |
| 4  |            | Edinólia Melo      | 15 de março de 1987   | 15 de março de 1991   | Geraldo Melo          | [ 18 ] [ 19 ] [ 20 ]        |
| 5  |            | Anita Catalão Maia | 15 de março de 1991   | 2 de abril de 1994    | José Agripino Maia    | [ 21 ] [ 22 ]               |
| 6  |            | Denise Alves       | 1º de janeiro de 1995 | 5 de abril de 2002    | Garibaldi Alves Filho | [ 22 ] [ 23 ]               |
| 7  |            | Eliane Freire      | 5 de abril de 2002    | 1º de janeiro de 2003 | Fernando Freire       | [ 24 ] [ 25 ]               |
| 8  |            | Ana Cristina Maia  | 1º de janeiro de 2003 | julho de 2005         | Wilma de Faria        | [ 22 ] [ 26 ] [ nota 1 ]    |